# Óttars þáttr svarta
Óttars þáttr svarta (La historia de Óttarr el Negro) es una historia corta islandesa (þáttr) y trata de un periodo de la vida de Óttarr svarti, un escaldo de la corte noble de Olaf II el Santo de Noruega y Olaf Skötkonung de Suecia. El relato trata de sobre la composición de un poema que el poeta crea para el rey sueco y que provoca el enfado del rey noruego. 
La obra fue compuesta en 1220 y se conserva en Flateyjarbók, Bergsbók, Bæjarbók y Tómasskinna.